# Samaria (regiune)

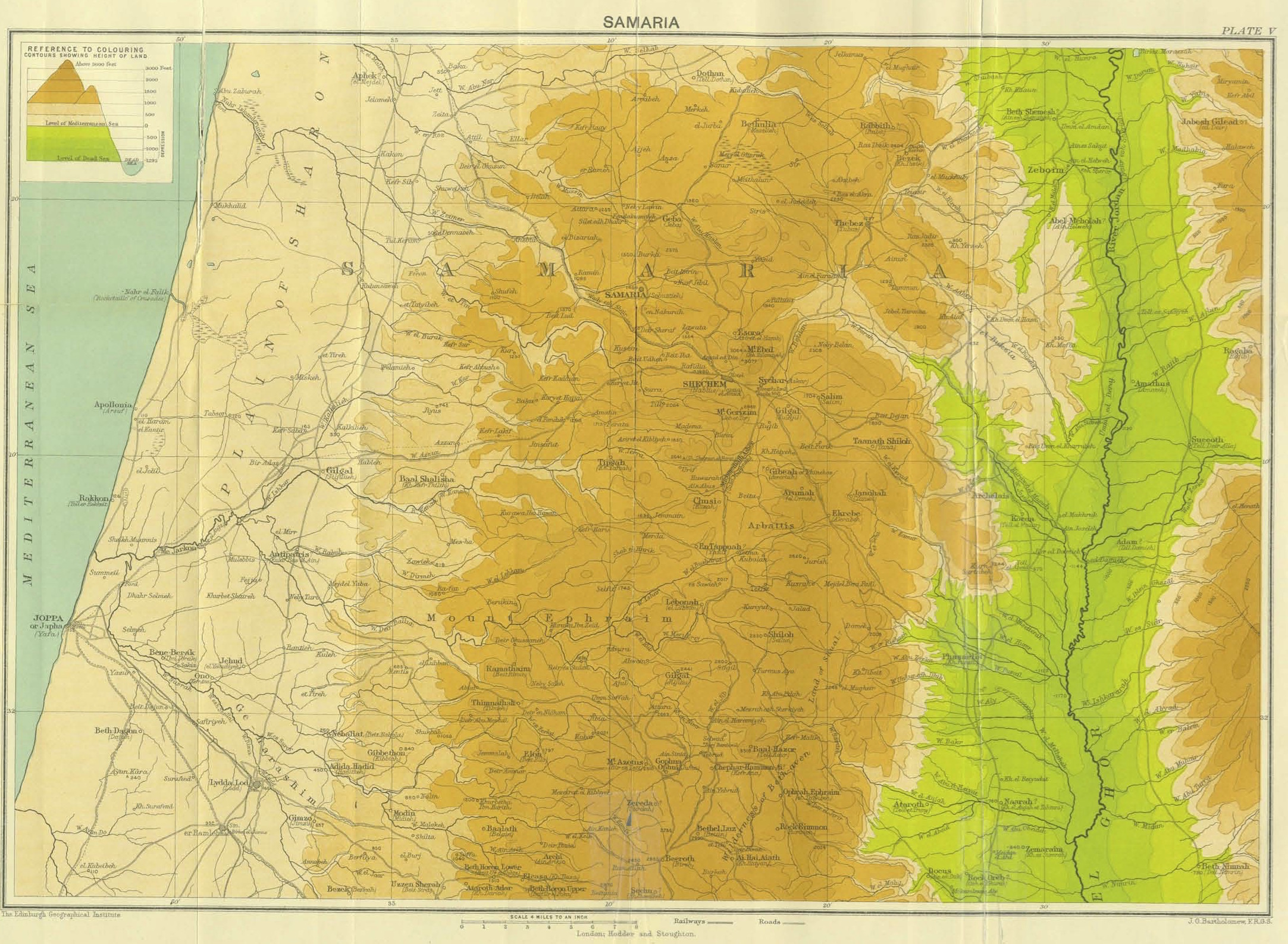
Samaria, descrisă în 1894 de George Adam Smith

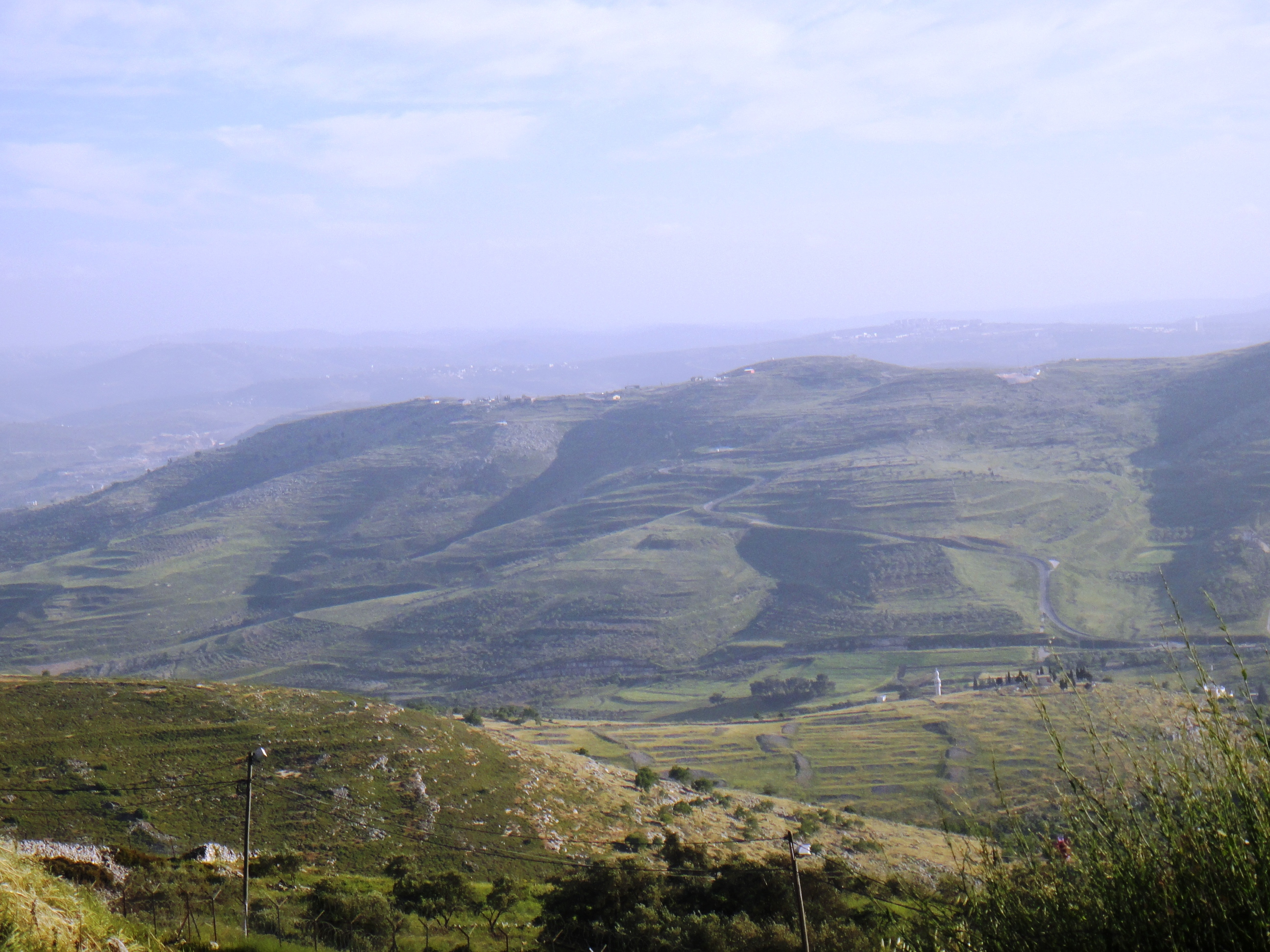
Dealurile Samariei, 2011

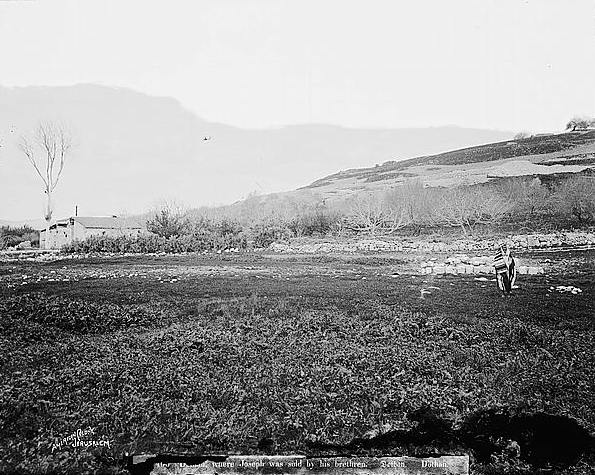
Locul Dothan în care, potrivit Cărții Genezei, Iosif a fost vândut de către frații săi

Samaria (în ebraică שומרון, Standard Šomron, Tiberian Šōmərôn; Shomron, în arabă السامرةالسامرة, as-Sāmirah – cunoscută, de asemenea, sub numele de Jibāl Nāblus) este o regiune centrală muntoasă a Palestinei istorice sau a Țării Israelului  inclusă între frontierele Regatului biblic al Israelului și mai ales pe teritoriile triburilor israelite ale lui Efraim și Manase. Numele „Samaria” este derivat de la orașul antic Samaria, capitala Regatului de nord al Israelului.
Începând din 1967, numele Samaria a fost folosit de oficialii israelieni cu referire la partea de nord a Cisiordaniei, care a fost denumită ca zonă administrativă Iudeea și Samaria. Regatul Iordania a renunțat în august 1988 la pretenția sa asupra acelei zone în favoarea Organizației pentru Eliberarea Palestinei (OEP). În 1994, controlul zonelor „A” (control de securitate și civil deplin realizat de Autoritatea Palestiniană) și „B” (control civil palestinian și control de securitate israeliano-palestinian) au fost transferate de statul Israel către Autoritatea Palestiniană. Autoritatea Palestiniană și comunitatea internațională nu recunosc numele „Samaria”; în epoca modernă, teritoriul este cunoscut în general ca făcând parte din Cisiordania.

## Geografie
La nord, Samaria este delimitată de Valea Izreel; la est, de către Depresiunea tectonică a Iordanului ; la vest, de către Muntele Carmel (în nord-vest) și câmpia Șaron (în vest); la sud, de munții Ierusalimului și ai Iudeei. În timpurile biblice, Samaria „se întindea de la mare [Mediterana] până în Valea Iordanului”, conținând crestele deluroase-muntoase Baal Hatzor, Eival și Gerizim, precum și Câmpia Șaron. Dealurile Samariei nu sunt foarte înalte, ajungând rareori la o înălțime de peste 800 de metri. Clima Samariei este mult mai ospitalieră decât clima de mai la sud.
Muntele Hatzor marchează limita geografică între Samaria la nord și Iudeea la sud.
Lanțurile muntoase din partea de sud a Samariei continuă în Iudeea fără o diviziune clară.

## Istorie

### Epoca veche

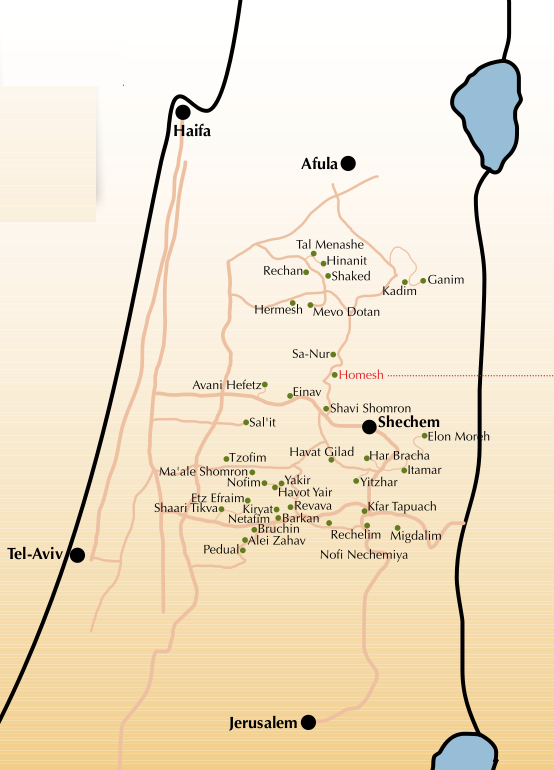
Hartă a așezărilor israeliene administrate de către Consiliul Regional Shomron în Cisiordania

Potrivit Bibliei ebraice, israeliții au capturat regiunea cunoscută sub numele de Samaria de la canaaniți și au atribuit-o tribului lui Iosif, respectiv urmașelor acestuia - triburile Efraim și Manasse. După moartea regelui Solomon (c. 931 î.Hr.), triburile nordice, inclusiv cele din Samaria, s-au separat de triburile sudice și au fondat Regatul Israel. Inițial, capitala sa a fost Tirtza până în vremea regelui Omri (c. 884 î.Hr.), care a construit orașul Shomron și a făcut-o capitală.
În perioada 726-722 î.Hr., noul rege al Asiriei, Shalmaneser al V-lea, a invadat Canaanul și a asediat cetatea Samariei. După un atac de trei ani, orașul a cedat în fața asediatorilor și o mare parte din populație a fost luat în captivitate și deportată. Există puține documente și cronici pentru perioada cuprinsă între căderea Samariei și sfârșitul Imperiului Asirian.
Se pare că mulți s-au întors în 715 î.Hr. din cauza revoltelor sclavilor împotriva regelui asirian Sargon. Tremper Longman al III-lea sugerează că Ezra 4:2, 9-10 implică faptul că regii asirieni ulteriori au readus tot mai mulți israeliți în Samaria.
În Biblie, Samaria a fost condamnată de către profeții evrei pentru „casele de fildeș” și palatele luxoase pline de bogății păgâne.
În anul 6 AD, regiunea a devenit parte a provinciei romane Iudeea, după moartea regelui Irod cel Mare.
De-a lungul timpului, regiunea a fost controlată de numeroase civilizații diferite, printre care au fost israeliții, babilonienii, Imperiul Persan, vechii greci, romanii, bizantinii, arabii, cruciații și turcii otomani.

## Arheologie

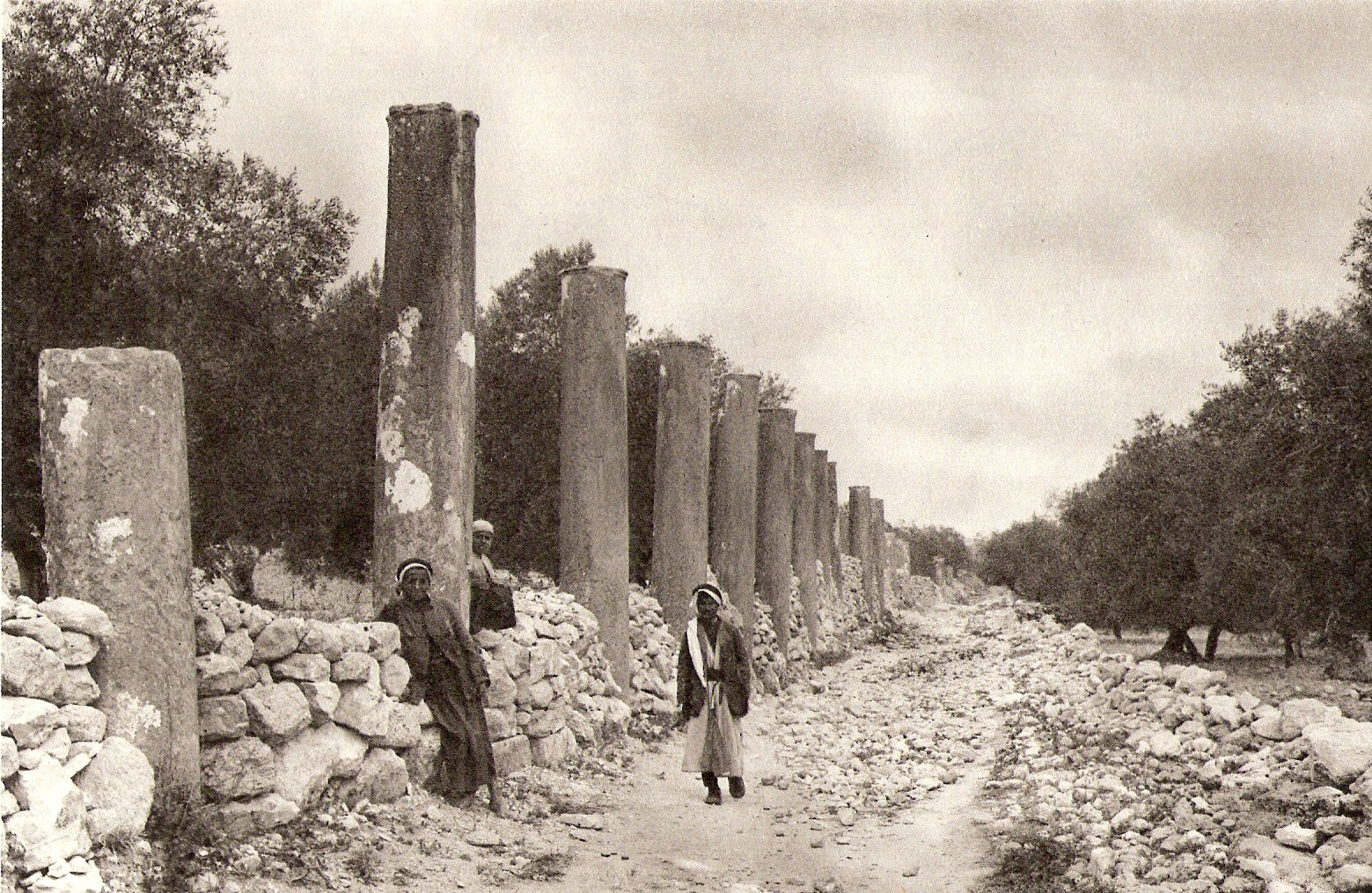
Ruinele Samariei, 1925